# Раскин, Джеф
Джеф Ра́скин (англ. Jef Raskin) (9 марта 1943, Нью-Йорк, США — 26 февраля 2005, Пасифика, Калифорния, США) — специалист по компьютерным интерфейсам, автор статей по юзабилити и книги «The Humane Interface», сотрудник № 31 фирмы Apple Computer, наиболее известен как инициатор проекта Макинтош в конце 70-x.
Раскин оставил Apple в 1982-м и основал фирму Information Appliance, Inc. для реализации своих собственных концепций, исключённых из проекта Макинтош. Его первым продуктом стал SwyftCard, карта расширения для компьютера Apple II, содержавшая программный пакет SwyftWare. Позже Information Appliance поставляла Swyft как отдельный компьютер. Раскин заключил договор с фирмой Canon о производстве похожего продукта под именем Canon Cat. Компьютер был выпущен в 1987 году и содержал ряд инновационных решений в области юзабилити, но не имел коммерческого успеха.
В 2000 году была издана книга Джефа Раскина «The Humane Interface», посвящённая проблемам взаимодействия человека с машиной и разработке интерфейса с учётом принципов когнетики.
В начале XXI века Раскин начал проект The Human Environment (THE), разработку компьютерного интерфейса, основанного на своих тридцатилетних работах и исследованиях в этой области. В 2005 году проект был переименован в Archy. Работы продолжены его сыном, Азой Раскином, в компании Humanized, основанной вскоре после смерти Джефа Раскина для сохранения его наследия. Humanized выпустили программу Enso, посвящённую памяти Джефа и основанную на его работах по интерфейсу. Работы по проекту Archy были приостановлены в 2008 году, разработчики переключились на создание плагина Ubiquity к Mozilla Firefox, воплощающего некоторые концепции интерфейса из задумок Джефа Раскина.